# هریبرتو هررا
هریبرتو هررا (اسپانیایی: Heriberto Herrera‎; ۲۴ آوریل ۱۹۲۶ – ۲۶ ژوئیهٔ ۱۹۹۶) بازیکن و سرمربی فوتبال اهل اسپانیا بود.
از باشگاه‌هایی که در آن بازی کرده‌است می‌توان به باشگاه فوتبال ناسیونال پاراگوئه و باشگاه فوتبال اتلتیکو مادرید اشاره کرد.
وی همچنین در تیم ملی فوتبال پاراگوئه و تیم ملی فوتبال اسپانیا بازی کرده‌است.